# Шамахмудов, Шаахмед

Памятник семье Шамахмудовых в Ташкенте на площади Дружбы народов

Шаахмед Шамахмудов (узб. Shoahmad Shomahmudov; 1890 —1970) и его жена Бахри Акрамова (узб. Bahri Akramova; 1903 —1987) проживали в Ташкенте и работали кузнецами в артели им. Тельмана. В годы Великой Отечественной войны супруги Шаахмед и Бахри взяли на воспитание и усыновили 13 обездоленных детей разных национальностей, эвакуированных в Ташкент, а после войны — ещё троих.

## Подвиг бескорыстия

Шаахмед Шамахмудов с женой Бахри. Ташкент. 1941 год

В годы Великой Отечественной войны Ташкент стал одним из центров эвакуации, принявший более полутора миллионов беженцев, среди которых было 400 тысяч детей, половина из которых числились сиротами.
У Шамахмудовых не было собственных детей. В момент, когда они начали забирать эвакуированных сирот, Шаахмеду было 53 года, а его супруге 40. Они начали приходить на железнодорожный вокзал, куда прибывали поезда из охваченных войной районов, и в распределительном пункте забирать одного ребенка за другим.
В опубликованном кратком интервью, отвечая на вопрос, почему они так поступили, что руководило ими, Шаахмед Шамахмудов сказал:
«Усыновляя чужих детей, мы с женой были убеждены, что этим помогаем Родине. Мы сознавали свой долг перед русскими, белорусами, украинцами, подвергавшимися жестокой оккупации».
Шамахмудов также рассказывал:
«Узнав о том, что в Ташкент привезли сирот, мы с ней решили усыновить некоторых из них. Как сейчас вижу большую комнату детского дома. Я зашел в эту комнату. В глазах детей можно было увидеть, как они соскучились по своим родителям. Воспитательница предложила мне выбрать лучших среди них. Я поступил наоборот. Выбрал самого бледного, худого и измученного ребенка. Когда я с ребенком выходил из этой комнаты, ко мне подошел и крепко обнял меня другой мальчик. Он сказал:
"Дядя, берите и меня... Я буду послушным, буду помогать Вам".
Эти слова мальчика, лишенного войной своей родной матери и родного отца, до сих пор звучат в моих ушах. Я обещал прийти завтра и взять его. И свое обещание сдержал. Он тоже стал моим сыном.».
За один только 1943 год пожилой кузнец Шамахмудов стал отцом четверых детей разных национальностей и фамилий.
В истории усыновления был один поистине чудесный случай, когда Шамахмудовы забрали в распредпункте безнадёжного 5-месячного младенца, и у Бахри, которая не имела собственных детей, появилось грудное молоко и она смогла выходить малыша. Шамахмудов сам дал ему имя — Негмат, что значит «дар». Он стал четвёртым сыном кузнеца.
Подвиг семьи Шамахмудовых стал известен и нашел отклик по всему Узбекистану. Только в Ташкенте 643 семьи и 69 коллективов взяли на воспитание тысячи осиротевших детей. Так поступали многие советские семьи.
Когда вести о большой семье кузнеца Шамахмудова были опубликованы в центральных газетах, Шаахмед однажды получил письмо и денежный перевод на несколько сотен рублей от воюющего на фронте старшего лейтенанта Левицкого, который во время войны потерял собственных детей, и обещал посылать такую же сумму ежемесячно, пока будет жив. Поскольку кузнец не привык просить деньги на содержание детей, но обидеть порядочного человека отказом не хотел, он взял на воспитание еще одного мальчика — украинца Сашу Брынина, у которого появились два приемных отца: узбекский кузнец и русский лейтенант.
Среди усыновленных детей были русские (Володя, Хабиба и Шухрат), молдаванка (Холида), евреи (Юлдаш, Эргаш), казашка (Халима), татары (Рафик, Рахматулла), чуваш (Самуг), украинец (Хамидулла), узбеки (Коравой, Негмат, Муаззам, Хакима, Улугбек).

## Истории детей
Еврей Фёдор Кульчановский из Украины был эвакуирован в Ташкент и стал Юлдашем Шамахмудовым. Вырос, получил образование горного мастера, а спустя 45 лет его нашла родная прабабушка Дарья Алексеевна, которой на тот момент было 104 года.
Ольга Тимонина из Молдавии — последняя из приёмных детей, осталась жить в Ташкенте. Она получила имя Холида Шамахмудова.

## Награды, увековечивание поступка

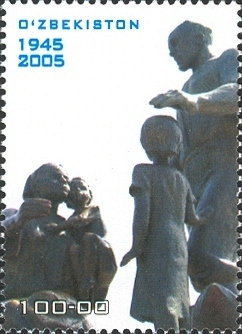
Памятник семье Шамахмудовых на почтовой марке Узбекистана. 2005 год

Чета Шамахмудовых указом Президиума Верховного Совета СССР от 23 августа 1975 года награждена орденами «Знак Почёта». Б. Акрамова также удостоена звания «Мать-героиня».
Шамахмудовы явились прототипами главных героев романа Рахмата Файзи «Его величество Человек», художественного кинофильма киностудии «Узбекфильм» «Ты не сирота» (1962 г., реж. Ш. С. Аббасов). Фильм в 1964 году на кинофестивале в Ленинграде получил премию за лучший сценарий (Р. Файзи). Несколько лет спустя, в 1972 году, становится лауреатом премии Ленинского комсомола Узбекистана, а спустя два года — лауреатом Государственной премии Узбекской ССР им. Хамзы.
Именем Шамахмудова названа одна из улиц Ташкента.
26 мая 1982 года в Ташкенте на площади, получившей название «Дружбы народов», был установлен памятник семье Шамахмудовых — монумент Дружбы народов (скульптор Д. Б. Рябичев, архитекторы Л. Т. Адамов, С. Р. Адылов). В 2008 году памятник был демонтирован и перенесён на окраину города, в 2017 году перенесён в центр Ташкента и установлен в Парке дружбы, а в мае 2018 года возвращён на своё историческое место — площадь Дружбы народов.